# Eublemma tomentalis
Eublemma tomentalis är en fjärilsart som beskrevs av Hans Rebel 1948. Eublemma tomentalis ingår i släktet Eublemma och familjen nattflyn. Inga underarter finns listade i Catalogue of Life.